# Uwe Schmidt
Uwe Schmidt znany jako Atom Heart, Geeez ‘N’ Gosh, lb, Lassigue Bendthaus, Lisa Carbon Trio, Dos Tracks (ur. 1968 we Frankfurcie nad Menem) – niemiecki muzyk związany z muzyką elektroniczną, a głównie z jej stylami techno, ambient i elektroniczny jazz. Podobnie jak wielu innych artystów tego kręgu Uwe Schmidt wydał dużą liczbę albumów (liczoną w setki) zarówno samodzielnie, pod licznymi pseudonimami, jak i w ramach współpracy z innymi muzykami.
Do najważniejszych w jego dorobku należały:
Jako Atom Heart:
- 1993 Datacide II
- 1993 Coeur Atomique
- 1994 Orange
- 1994 Live at Sel I/S/C
- 1994 +N –
- 1994 Dots
- 1994 Softcore
- 1995 Aerial Service Area
- 1995 VSVN
- 1995 Mu
- 1995 Semiacoustic Nature
- 1995 Silver Sound 60
- 1995 Bass
- 1995 Real Intelligence
- 1996 Machine Paisley
- 1996 Hat
- 1996 Brown
- 1996 Apart
- 1997 Gran Baile Con...Señor Coconut
- 1997 Digital Superimposing
- 1998 Schnittstelle

Jako Geeez ‘N’ Gosh:
- 2000 My Life With Jesus
- 2002 Nobody Knows

Jako lb:
- 2000 Pop Artificielle

Jako Lassigue Bendthaus:
- 1992 Binary
- 1992 Cloned
- 1994 Render
- 1995 Matter

Jako Lisa Carbon Trio:
- 1993 Experimental Post Techno Swing
- 1995 Polyester
- 1997 Trio de Janeiro

Jako Dos Tracks:
- 2002
- 2002 Dos Tracks

Obecnie Uwe Schmidt tworzy muzykę na nowym instrumencie Tenori-On.